# Cephalosilurus
Cephalosilurus (Цефалосилурус) — рід риб родини Pseudopimelodidae ряду сомоподібні. Має 4 види. Наукова назва походить від грецьких слів kephale, тобто «голова», та silouros — «сом».

## Опис
Загальна довжина представників цього роду коливається від 8,5 до 40 см. Голова сплощена зверху, морда видовжена. Очі невеличкі. Є 3 пари коротеньких вусів. тулуб кремезний, подовжений. Спинний плавець широкий та високий. Жировий плавець крихітний. Грудні плавці невеличкі. Черевні плавці доволі широкі та довші за грудні. Анальний плавець широкий, трохи поступається черевним плавцям. Хвостовий плавець широкий.
Забарвлення чорне, темно-сіре, темно-коричневе з дрібними брудно-білими цяточками на голові або з боків та на плавцях.

## Спосіб життя
Це демерсальні риби. Воліють до прісної води. Зустрічаються у швидких річках лісової зони, на мілині, у заплавах. Тримаються каменисто-піщаних ґрунтів, що завалені корчами й опалим листям. Живляться безхребетними і рибою.

## Розповсюдження
Мешкають у водоймах Бразилії (річка Сан-Франсіску), Гаяни (річка Тукейт), Венесуели (річка Апуре і Арічуна) і Суринаму.

## Види
- Cephalosilurus albomarginatus
- Cephalosilurus apurensis
- Cephalosilurus fowleri
- Cephalosilurus nigricaudus